# Ariztía (empresa)
Empresas Ariztía S.A., antiguamente conocida como Agrícola Ariztía Ltda., es una compañía chilena productora de alimentos. Su casa matriz está ubicada en la ciudad de Melipilla, capital de la provincia homónima.

## Historia
Ricardo Ariztía Pinto llega a Melipilla como Gerente del Banco de Melipilla en 1893. En el año 1894 compra unos terrenos consistentes en chacra y sitios anexos, que posteriormente junto a otros terrenos formaron la Viña Ariztía.
En 1913, el hijo de Ricardo Ariztía, Hernán Ariztía Bascuñán, se hace cargo del negocio de las viñas para vino embotellado y además, se introdujo en la producción de frutas. 
En 1936, se inicia un nuevo negocio; la producción de huevos, con 20 mil gallinas, que se suman a las producciones de la viña y los frutales.
En 1952, el octavo hijo de Hernán Ariztía, Manuel Ariztía Ruíz, se hace cargo de la empresa. Años más tarde, se deja de lado la Viña y se privilegia la avicultura y frutales, en esa misma década comienza el negocio de la cría de pollos para carne, conocidos como Pollos Broiler, los que se vendían vivos.
En 1968, comienza a funcionar un matadero manual llamado BROIFAVES, ubicado en Puangue, Melipilla.
En 1974, se divide la sucesión de la empresa entre Manuel y sus hermanas: el negocio avícola será para Manuel y los frutales para ellas.
En 1985, se inician las exportaciones a Japón.
En 1992, se inicia el negocio de la crianza y comercialización de pavo, de la mano del nuevo matadero El Paico. Además, se inician las exportaciones a Europa.
En 1997, se empieza a desarrollar progresivamente la distribución a lo largo de Chile. 
Entre 2011 y 2012, se desarrolla un plan de mejoramiento de mataderos, en las plantas de Arica, El Paico y Ochagavía.

## Plantas
- Agroindustrial El Paico, El Monte
- Industrial Ochagavía, La Cisterna
- Agroindustrial Arica, Arica
- Agrícola Tarapacá, Arica
- Ariztía CDPO, Cerrillos
- Planta Tecnología y Alimentos, Talagante[3]
- Planta Tecnología y Alimentos, Malloco[3]

## Controversias
En septiembre de 2014, tres de las más grandes empresas productoras avícolas de crianza masiva en el país, fueron sancionadas por el Tribunal de Defensa de la Libre Competencia (TDLC) con millonarias multas por el delito de colusión, dentro del caso de colusión de supermercados en Chile. La justicia determinó que Agrosuper S.A. (Agrosuper), Empresas Ariztía S.A. (Ariztía) y Agrícola Don Pollo Limitada (Don Pollo) acordaron la producción nacional de la carne de pollo, otorgándose cuotas de producción para manipular precios.